# Eta Bootis
Désignations
Eta Bootis (η Boo / η Bootis, Êta Bootis) est une étoile binaire de la  constellation du Bouvier. Elle porte également les noms traditionnels Muphrid ou Mufrid (arabe pour « solitaire ») ou Saak, et la désignation de Flamsteed 8 Bootis. En astronomie chinoise, elle fait partie de l'astérisme Sheti.
Le nom de Muphrid a été officialisé par l'Union astronomique internationale le 12 septembre 2016.
D'après son spectre, Eta Bootis a un large excès d'éléments plus lourds que l'hydrogène. En fait, son rapport fer sur hydrogène est considéré comme proche de la limite supérieure pour les étoiles naines du disque galactique.
Eta Bootis est une binaire spectroscopique suspectée avec une période donnée de 494 jours. Cependant, la compagne n'a pu être résolue par interférométrie des tavelures. Cela implique que si elle existe effectivement, elle doit être un objet de faible masse, de type M7 ou plus tardif encore.
L'étoile apparaît proche de la brillante Arcturus (Alpha Bootis) dans le ciel, et Arcturus est effectivement sa plus proche voisine. Les deux étoiles sont distantes d'environ 3,24 années-lumière, et chacune apparaîtrait brillante dans le ciel de l'autre. Arcturus aurait une magnitude de -5,2 (environ 120 fois plus brillante que vue depuis la Terre, ou près de deux fois la luminosité de Vénus) dans le ciel nocturne d'une hypothétique planète en orbite autour de Muphrid, tandis que Muphrid aurait une magnitude de -2,5 dans le ciel d'une hypothétique planète en orbite autour d'Arcturus, soit plus de deux fois la luminosité de Sirius dans notre ciel nocturne.